# Weingut Johanneshof Reinisch
Das Weingut Johanneshof Reinisch in Tattendorf ist ein österreichisches Weingut im Weinbaugebiet Thermenregion in Niederösterreich.

Logo des Weingutes

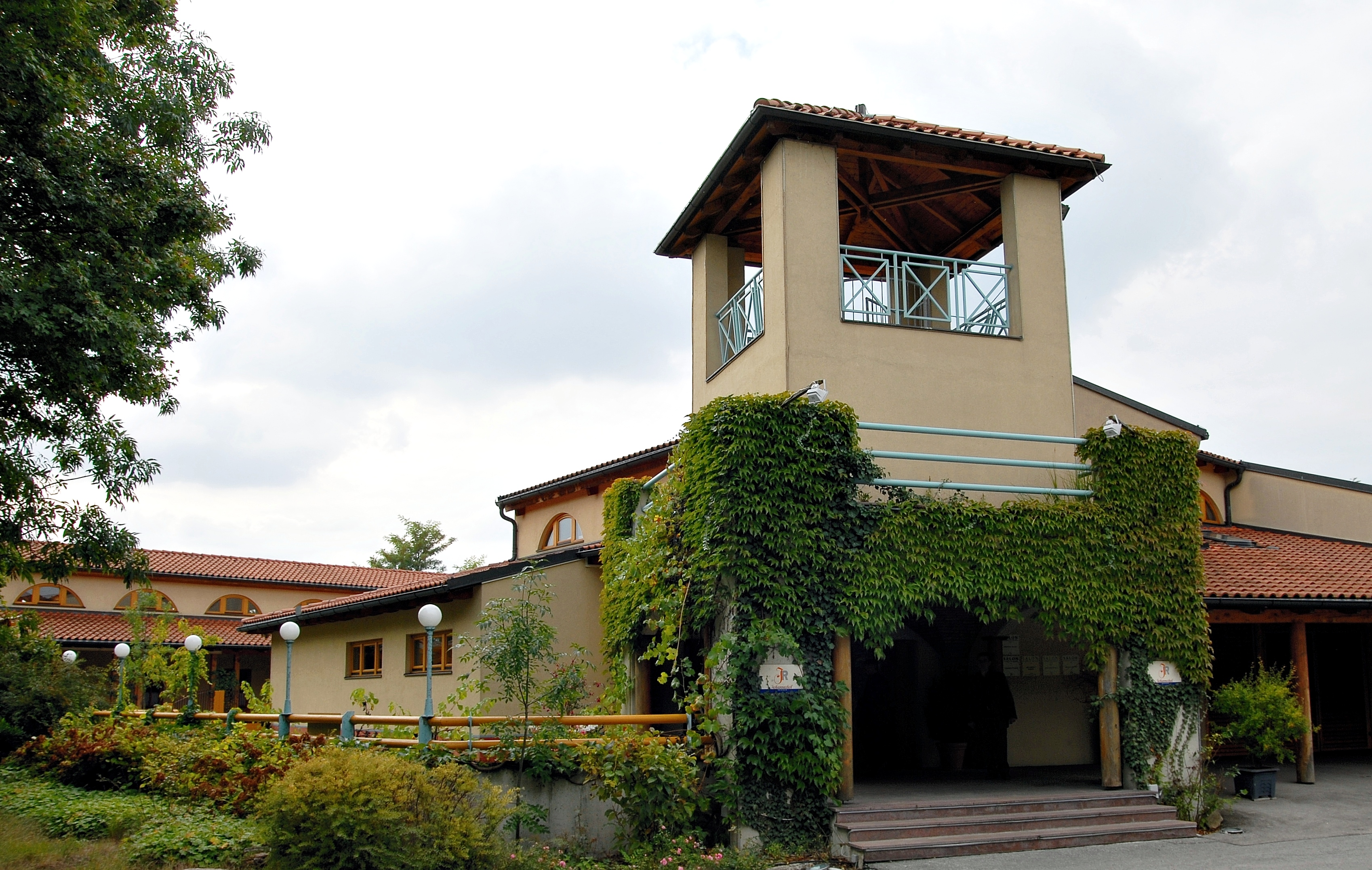
Johanneshof Reinisch, Tattendorf

## Geschichte
Das Ansehen des Weinguts wurde von Johann Reinisch (* 21. März 1952; † 28. Mai 2009) begründet. Wegen des plötzlichen Todes seines Vaters musste er im Jahr 1972 bereits 20-jährig den damals 6,5 Hektar umfassenden landwirtschaftlichen Betrieb übernehmen. Mit dem Ziel, die Weinwirtschaft voranzubringen, betrieb der Jungwinzer nebenher Viehwirtschaft und gründete gemeinsam mit Josef Holler in Tattendorf eine Holunderplantage. 1977 betrug die Rebfläche bereits 10 Hektar, weshalb Johann Reinisch die Viehwirtschaft einstellen und sich völlig auf den Weinbau konzentrieren konnte. Im Jahr 1984 hatte er die Rebfläche bereits auf 18 Hektar aufgestockt. In den Jahren vor seinem tragischen Unfall widmete er sich einem neuen Lieblingsprojekt in Gumpoldskirchen, wo er mehrere Hektar Weingärten erworben hatte.
Am 28. Mai 2009 verunglückte Johann Reinisch, der als ein Pionier des österreichischen Qualitätsweinbaus in Erinnerung gehalten wird, bei einem Traktorunfall im steilen Gelände der Gumpoldskirchner Riede Satzing tödlich. Seine Söhne Hannes, Christian und Michael Reinisch führen den Betrieb weiter.
Das von dem deutschen Weinjournalisten Manfred Lüer als „eine Mischung zwischen kalifornischer Weingutsarchitektur und einer spanischen Hazienda“ bezeichnete Anwesen am Rande von Tattendorf, wurde 1995 fertiggestellt. Es befindet sich darunter ein sehenswerter Gewölbekeller. In dem periodisch geöffneten Heurigen wird neben dem Weinangebot auch warme Küche geboten.
Das Weingut ist Mitglied der Vereinigung Thermenwinzer und der Vereinigung Österreichische Traditionsweingüter (ÖTW). Es gilt als ein Leitbetrieb des Weinbaugebiets Thermenregion.

## Rebfläche, Rebsorten, Sortiment
Die Rebfläche beträgt 40 Hektar (Stand 2011), wovon 66 Prozent mit roten Rebsorten, hauptsächlich St. Laurent, Zweigelt, Cabernet Sauvignon, Merlot und Pinot Noir, bestockt sind. Weiße Rebsorten sind Zierfandler und Rotgipfler (auf den Rieden in Gumpoldskirchen) sowie Chardonnay. Das umfängliche Sortiment umfasst auch Altweine, eine Reihe von Weinen sind auch in 0,375-Liter-Kleinflaschen erhältlich. Die aktuellen Weine können im hauseigenen Shop sowie im periodisch geöffneten Heurigen verkostet werden.

## Premiumweine und Raritäten
Nachdem das Weingut mit Weinen der Sorten St. Laurent und Pinot Noir eine Reihe von Erfolgen erzielt hatte, entschloss sich Johann Reinisch 1997, aus der guten Lage „Holzspur“ fortan zwei Weine als Spitzenqualitäten zu erzeugen: St. Laurent Grande Reserve Holzspur und Pinot Noir Grande Reserve Holzspur. Der Name rührt daher, dass früher zu gewissen Jahreszeiten die hölzernen Wagenräder im mit Lehm durchsetzten Boden eine deutliche Spur hinterlassen haben. Die beiden Topweine aus der Riede Holzspur gelten im Sortiment des Johanneshofs Reinisch als herausragend. Im Rotweinsegment zählen auch der Pinot Noir Grillenhügel, der St. Laurent Frauenfeld und der Merlot Dornfeld zu den Premiumweinen. Im Weißweinsegment hat sich der Johanneshof Reinisch insbesondere mit dem kraftvoll-mineralischen Chardonnay Lores einen Namen gemacht. Das Weingut zeigt auch hinsichtlich der beiden „Südbahnsorten“ Rotgipfler und Zierfandler einiges Engagement. Aus der Sorte Pinot Noir wird ein trockener Sekt erzeugt.